# Otto Pratje
Otto Pratje (* 6. Oktober 1890 in Bremen; † 2. Dezember 1952 in Hamburg) war ein deutscher Geologe, Ozeanograph und Paläontologe.
Pratje habilitierte sich 1923 in Königsberg, wo er 1931 zum nichtbeamteten a.o. Professor ernannt wurde. Von 1925 bis 1927 nahm er an der Deutschen Atlantischen Expedition auf der Meteor teil. Er kartierte geologisch in der Nordsee, befasste sich mit der Geologie im kurischen Haff und schrieb einen geologischen Führer von Helgoland. Nach dem Zweiten Weltkrieg lebte er in Hamburg.  Er war Regierungsrat am Deutschen Hydrographischen Institut und seit 1947 außerplanmäßiger Professor an der Universität Hamburg.
Er war erster Vorsitzender der Geographischen Gesellschaft Hamburg.

## Schriften
- Das Werden der Nordsee, Bremer Beiträge zur Naturwissenschaft, Naturwiss. Verein zu Bremen 4,3, 1937
- Geologischer Führer für Helgoland und die umliegenden Meeresgründe, Borntraeger 1923
- Die Sedimente des Kurischen Haffes: die Umwelt in den Absätzen eines Strandsees, Fortschritte der Geologie und Paläontologie, 10, 30, Borntraeger 1930
- Bohrungen auf den ostpreußischen Haffen, Natur und Volk: Bericht der Senckenbergischen Naturforschenden Gesellschaft, Band 66, 1936, S. 587–596
- Die Beziehungen der Foraminiferen der Deutschen Bucht (Nordsee) zu ihrer Umgebung, Paläontologische Zeitschrift, Band 12, 1930, S. 208–213
- Die Sedimente der Deutschen Bucht: eine regional-statistische Untersuchung, Geolog.-Paläont. Institut Königsberg 1931
- Subfossile Seichtwassermuscheln auf der Doggerbank in der südlichen Nordsee ?  Beitrag zur Geologie der Nordsee Nr. 3, Centralblatt für Mineralogie, Geologie und Paläontologie, Bd. 2,1929, S. 56–61
- Helgoland und die Zerstörung seiner Felsküste durch das Meer, Geologische Charakterbilder, Borntraeger 1930
- Einführung in die Geologie der Nord- und Ostsee: Entwicklung, Formen, Küsten und Sedimente, in G. Grimpe, E. Wagler, Die Tierwelt der Nord- und Ostsee, Leipzig, Akad. Verlagsges., Band 1, 1931
- Die Fortsetzung der Endmoränen am Boden der Nordsee, Z. der Dt. Geolog. Ges., Band 103, 1951, S. 75–77
- mit F. Schüler: Bodenkartierung des Seegebietes Hoofden (südliche Nordsee) mit Hilfe von Grundproben und Echogrammen, Deutsche Hydrographische Zeitschrift, Band 5, 1952, 189-196
- Die Deutung der Steingründe in der Nordsee als Endmoränen, Deutsche Hydrographische Zeitschrift, Band 4, 1951, 201-205